# La magia del amor
«La magia del amor» es una canción de Wendy Sulca. Fue lanzada el 28 de octubre de 2016 en YouTube y en la tienda musical digital iTunes Store.

## Composición y videoclip musical
La canción está escrita por Sulca y grabada en Buenos Aires, Argentina con los productores de 3Música. Está enfocada en el género pop, muy alejada al huayno, que acostumbraba la artista a fusionar. 
El videoclip oficial estuvo bajo el mando de Rockea Producciones. Fue dirigido por Jorge Constantino y bajo la producción de Rodolfo Ponce de León. En el mismo se muestra el apoyo de la cantante a la inclusión social, ya que contempla diversas historias de amor, desde las parejas de todo tipo (sexo, raza, edades y condiciones sociales). La localización del clip, fue en la zona playera de la ciudad de Lima, Perú.
Fue publicado en la cuenta de la artista en YouTube, a finales de octubre de 2016.

## Recepción y rendimiento comercial
El clip mantuvo una brecha de cien mil visitas en YouTube, la primera semana de lanzado. Aparte, la canción fue elogiada por la prensa especializada, dando puente de la transición de la artista regional al ruedo del electropop.